# روپراختیتسه
روپراختیتسه (به چکی: Roprachtice) یک منطقهٔ مسکونی در جمهوری چک است که در ناحیه سمیلی واقع شده‌است.